# Ernest Fryderyk III (książę Saksonii-Hildburghausen)
Ernest Fryderyk III (ur. 10 czerwca 1727 w Königsberg in Bayern, zm. 23 września 1780 w Seidingstedt) – książę Saksonii-Hildburghausen z dynastii Wettynów.

## Życiorys
Ernest Fryderyk III był najstarszym synem księcia Ernesta Fryderyka II i jego żona księżnej Karoliny von Erbach-Füerstenau. Po śmierci ojca w 1745 roku nominalnie jego następcą. Faktycznie do 1748 roku rządziła jego matka. W celu dokształcenia się, zdobycia wiedzy o świecie i kulturze, poszerzenia swych horyzontów myślowych a także wyrobienia u siebie gustu artystycznego i nabrania dobrych manier odbył wraz z bratem Eugeniuszem szereg podróży zagranicznych. W wieku 17 lat został odznaczony przez Karola IV Teodora, elektora Bawarii Orderem Świętego Huberta. A w 1746 roku przez króla Augusta III Orderem Orła Białego.
Ernest Fryderyk III był trzykrotnie żonaty. Po jego śmierci następcą został syn Fryderyk.

## Odznaczenia
W 1749 został odznaczony duńskimi orderami Słonia i Wierności.

## Małżeństwo i rodzina
Ernest Fryderyk III był trzykrotnie żonaty. 1 października 1749 poślubił na zamku Hørsholm, księżniczkę Luizę (1726–1756), córkę króla Danii Chrystiana VI. Para miała jedną córkę:
- Fryderyka Zofia (1755–1756).

Drugi raz ożenił się 20 stycznia 1757 roku. Na zamku Christiansborg poślubił Krystynę Zofię Karolinę von Brandenburg-Kulmbach (1733–1757), córkę margrabiego Fryderyka Chrystiana von Brandenburg-Bayreuth. Małżeństwo trwało zaledwie 9 miesięcy. Księżna Krystyna Zofia zmarła przy porodzie:
- Fryderyka Zofia Maria Karolina (*/† 1757).

Po raz trzeci Ernest Fryderyk III ożenił się 1 lipca 1758 roku. Jego żoną została Ernestyna Augusta (1740–1786), córka księcia Ernesta Augusta I, księcia Saksonii-Weimar i Saksonii-Eisenach. Para miała troje dzieci:
- Ernestynę Fryderykę (1760–1776)

∞ 1776 książę Franciszek von Sachsen-Coburg-Saalfeld (1750–1806),
- Krystynę Zofię Karolinę (1761–1790)

∞ 1778 książę Eugeniusz von Sachsen-Hildburghausen (1730–1795),
- Fryderyka (1763–1834) – księcia von Sachsen-Hildburghausen, od 1826 von Sachsen-Altenburg

∞ 1785 księżniczka Charlotta von Mecklenburg-Strelitz (1769–1818).